# 942
Évszázadok: 9. század – 10. század – 11. század
Évtizedek: 890-es évek – 900-as évek – 910-es évek – 920-as évek – 930-as évek – 940-es évek – 950-es évek – 960-as évek – 970-es évek – 980-as évek – 990-es évek
Évek: 937 – 938 – 939 – 940 –  941 – 942 – 943 – 944 – 945 – 946 – 947

## Események
- Portyázó magyar csapat érkezik Itáliába, ahol a nekik adót fizető Hugó itáliai király a gazdag Córdobai Kalifátust javasolja célpontul és vezetőt is ad melléjük. Katalóniába érve sikertelenül ostromolják Léridát, majd feldúlják Cerdanyát és Huescát, Barbastro kormányzóját, Jahjá ibn Muhammad ibn al-Tavilt pedig elfogják és csak nagy váltságdíjért engedik szabadon. Ezt követően sivár, puszta vidékre kerülnek, ahol három napig vizet sem találnak, úgyhogy a vezetőjüket megölik és hazatérnek.
- Hugó itáliai király ostrom alá veszi a provence-i Fraxinetum erődjét, ahonnan a szaracénok a környéket fosztogatják. Az akcióhoz a magyarok segítségét is igénybe veszi, valamint bizánci szövetségesétől hajókat kap, amelyek görögtűzzel semmisítik meg az arabok hajóit. Az ostromot azonban félbe kell hagynia, mikor hírét veszi, hogy riválisa, Berengár ivreai őrgróf sváb segítséggel be akar törni Itáliába.
- IV. Lajos nyugati frank király Ottó német király és VIII. István pápa közvetítésével kiegyezik lázadó főuraival, Nagy Hugóval és Vermandois-i Herberttel.
- Meghal VIII. István pápa. Utódjául II. Marinust választják, aki szintén Róma urának, II. Alberic spoletói hercegnek a jelöltje.
- Meghal Pietro Participazio velencei dózse. Utódja III. Pietro Candiano.
- Arnulf frandriai gróf meggyilkoltatja a vele viszálykodó Hosszúkardú Vilmos normandiai herceget. Vilmos utóda 10 éves fia, Richárd.
- I. Edmund angol király visszafoglalja az öt várost, amelyet két évvel korábban engedett át Olaf Guthfrithson northumbriai viking királynak.
- Idwal Foel, a walesi Gwynedd királya (Llywelyn ap Merfyn powysi királlyal együtt) fellázad az angolszász uralom ellen és mindketten csatában esnek el. Hywel Dda deheubarthi király kihasználja az alkalmat és mindkét országot megszállja.

### Abbászida Kalifátus
- Muhammad ibn Raik "emírek emírje" al-Muttakí bábkalifával együtt Moszulba menekül a Bagdad felé közelítő riválisa, Abu Abdalláh al-Baridí elől. Moszulban a helyi Hamdánida dinasztia vezetője, Naszir al-Daula megöleti Raikot, kinevezteti magát emírek emírjévé és visszatér Bagdadba.
- Muhammad ibn Tugdzs al-Ihsíd egyiptomi kormányzó a káoszt kihasználva bevonul Szíriába és elfoglalja Damaszkuszt.
- A bizánciak Ióannész Kurkuasz vezetésével betörnek Észak-Szíriába és Felső-Mezopotámiába: feldúlják Aleppó, Amida, Dara és Niszibisz környékét.

## Születések
- Gensin, japán buddhista szerzetes
- Muajjid ad-Daula, bújida emír
- I. Szvjatoszláv, kijevi fejedelem

## Halálozások
- február 13. – Muhammad ibn Raik, az Abbászida Kalifátus egyik hadura
- november 18. – Odó, clunyi apát
- december 17. – I. Vilmos, normandiai herceg
- Idwal Foel, gwyneddi király
- VIII. István, római pápa
- Pietro Participazio, velencei dózse
- Szaadja gaon, zsidó filozófus, rabbi

## Fordítás
- Ez a szócikk részben vagy egészben  a(z)   942 című angol Wikipédia-szócikk ezen változatának fordításán alapul.  Az eredeti cikk szerkesztőit annak laptörténete sorolja fel. Ez a jelzés csupán a megfogalmazás eredetét és a szerzői jogokat jelzi, nem szolgál a cikkben szereplő információk forrásmegjelöléseként.